# Ford GT40 Mk IV
La Ford GT40 Mk IV è un'automobile da competizione, classificata come prototipo, costruita dalla Ford nel 1966, con lo scopo dichiarato di vincere la 24 Ore di Le Mans. A dispetto del nome e nonostante la somiglianza esteriore, essa è talmente diversa dalle altre GT40 da poter essere considerata un modello a parte.

## La storia

### Le origini
Non avendo ancora conquistato la vittoria assoluta alla classica gara di durata della Sarthe e non convinta delle potenzialità di vittoria delle GT40 Mk I costruite in Inghilterra dalla loro sussidiaria Ford Advanced Vehicles, all'inizio del 1965 la Casa madre americana decise di impegnarsi in prima persona in questo ambizioso progetto. Le Mk I erano dotate di telaio monoscocca in acciaio e motori V8 Small Block di cilindrata ridotta, perciò la prima mossa degli americani fu quella di affidare la direzione delle operazioni e lo sviluppo della vettura all'ex pilota e famoso preparatore Carroll Shelby, che subito modificò la vettura installandovi una versione del motore Small Block di cilindrata maggiore, nuovi cerchi in lega e freni migliori.
Il successo fu immediato e la GT40 "migliorata" vinse la 2000 km di Daytona e ottiene la vittoria di classe alla 12 Ore di Sebring. Per la gara di Le Mans, Shelby si spinse oltre ed equipaggiò due vetture con il motore V8 Big Block derivato da quello della Ford Galaxie. Denominate GT40 Mk II, erano veloci ma fragili e ancora una volta la 24 Ore di Le Mans si risolse in un fiasco per la Ford.
Mentre Shelby continuava a sviluppare la GT40 Mk II con il motore Big Block, la Ford pensava di fare le cose in grande. Riconsiderando le obiezioni sull'uso dell'acciaio per la monoscocca avanzate dal progettista Eric Broadley, si decise che il telaio andava riprogettato daccapo, usando alluminio e leghe leggere. Tale difetto originale era causato dalla maggiore facilità con cui da un prototipo dotato di telaio in acciaio si poteva trarre una produzione in serie della vettura (intenzione originale della Ford), cosa che all'epoca sarebbe stata più difficoltosa con un telaio in alluminio. Ma il sovrappeso affliggeva la vettura in modo così marcato da costringerla a ricorrere a motori di cilindrata quasi doppia rispetto alla concorrenza più qualificata per poter pareggiare le prestazioni. Va da sé che l'eccesso di potenza e peso del motore logorava ulteriormente la trasmissione, causando molti ritiri per la Mk II nella sua stagione di debutto.
Nell'autunno del 1965 la Ford decise di realizzare questo nuovo telaio. La scelta più logica sarebbe stata quella di sostituire l'acciaio con l'alluminio per ottenere una monoscocca nettamente più leggera, ma si temeva che la lega leggera non fosse in grado di reggere i 500 CV del motore e le sollecitazioni date dalle 24 ore della gara francese. Gli ingegneri optarono allora per una struttura a nido d'ape stretta tra due lamine di alluminio, una soluzione estremamente resistente presa in prestito dal mondo delle costruzioni aeronautiche, ma totalmente innovativa nel mondo delle competizioni. La produzione delle scocche fu appaltata alla Brunswick Aerospace.

### Il primo esemplare

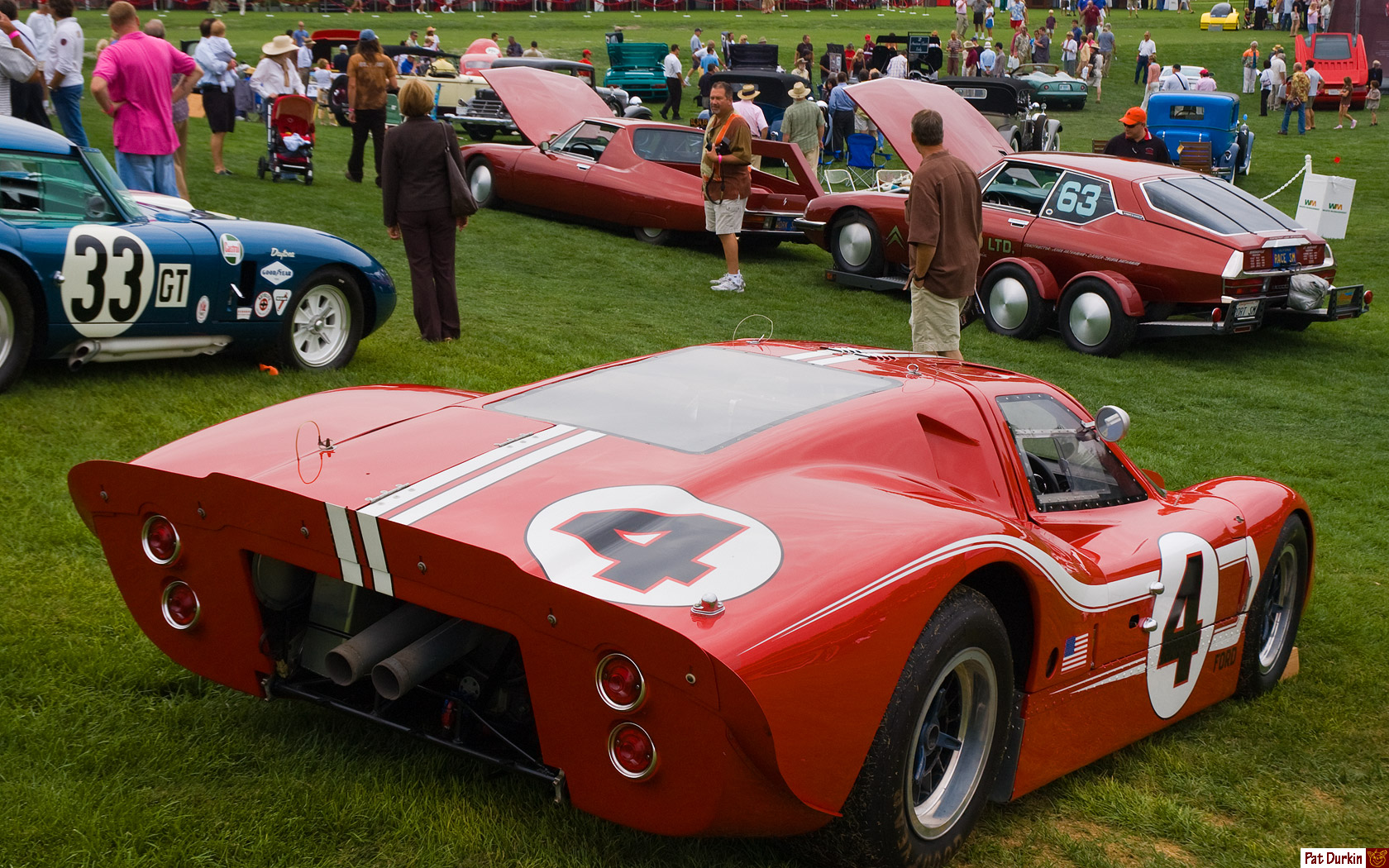
Vista posteriore della Ford GT40 Mk IV

Poiché il disegno del telaio della Mk IV era molto simile quello della Mk II, molte componenti meccaniche della vecchia vettura furono installate sulla nuova e tra queste vi erano le sospensioni, i freni e naturalmente il motore Big Block V8 da 7 litri. Totalmente nuova, invece, la trasmissione automatica a 2 rapporti realizzata dalla Kar Kraft, che rimpiazzava il vecchio cambio manuale a 4 rapporti. Assemblata direttamente nello stabilimento di Dearborn, questa evoluzione della GT40 era dotata di un'avvolgente carrozzeria in fibra di vetro con coda alta e tronca. Considerata un'auto sperimentale, la nuova vettura da corsa era denominata semplicemente J-car, in riferimento all'Allegato J del Codice Sportivo in base ai cui dettami era stata costruita. Con un peso di soli 940 kg (200 kg meno della Mk II) la prima J-car fu approntata in tempo per le prove della classica francese nella primavera del 1966.
Prima della spedizione in Francia, l'avanzatissima auto da corsa fu collaudata al circuito di Riverside in California. Il giorno delle prove a Le Mans il volante fu condiviso da Bruce McLaren e Chris Amon e dopo pochi giri Amon trovò il suo ritmo a pochi secondi dal tempo della pole position di Phil Hill del 1965. A fine giornata la J-car era stata la più veloce di tutti, ma nonostante ciò non fu iscritta alla gara nel timore che la sua immaturità portasse alla terza sconfitta di fila. Casualmente McLaren e Amon ottennero proprio quell'anno quella vittoria a Le Mans che era finora sfuggita alla Ford e lo fecero a bordo della ormai ben collaudata GT40 Mk II, seguiti da altre due vetture gemelle. Ma questo successo non distolse gli americani dai loro piani e lo sviluppo della J-car fu portato avanti e un secondo esemplare fu completato nell'estate del 1966 per ulteriori valutazioni.
Dopo le prove a Le Mans, il primo esemplare di J-car fu rispedito negli Stati Uniti e servì da banco prova per diverse configurazioni della carrozzeria, allo scopo di incrementare la stabilità alle alte velocità. La seconda J-car fu completata in agosto e allestita per cimentarsi nella Can-Am Challenghe che sarebbe partita a settembre, ma durante un test a Riverside condotto da Ken Miles, uomo di punta della squadra e valente collaudatore, un incidente anomalo di cui ancor oggi non si conoscono le cause portò alla morte del pilota inglese che quell'anno aveva fatto sue la 24 Ore di Daytona e la 12 Ore di Sebring e aveva mancato la vittoria a Le Mans per ordini di scuderia. Immediatamente dopo l'incidente, la Ford sospese la costruzione del terzo esemplare e portò a termine un crash-test sulla prima vettura pur di scoprire le cause dell'incidente fatale. La terza vettura fu poi completata in ottobre installandovi una gabbia di sicurezza (originale inglese: roll-cage) che vanificò gran parte del risparmio di peso e dotandola di un cambio manuale al posto di quello automatico.

### Il battesimo in gara

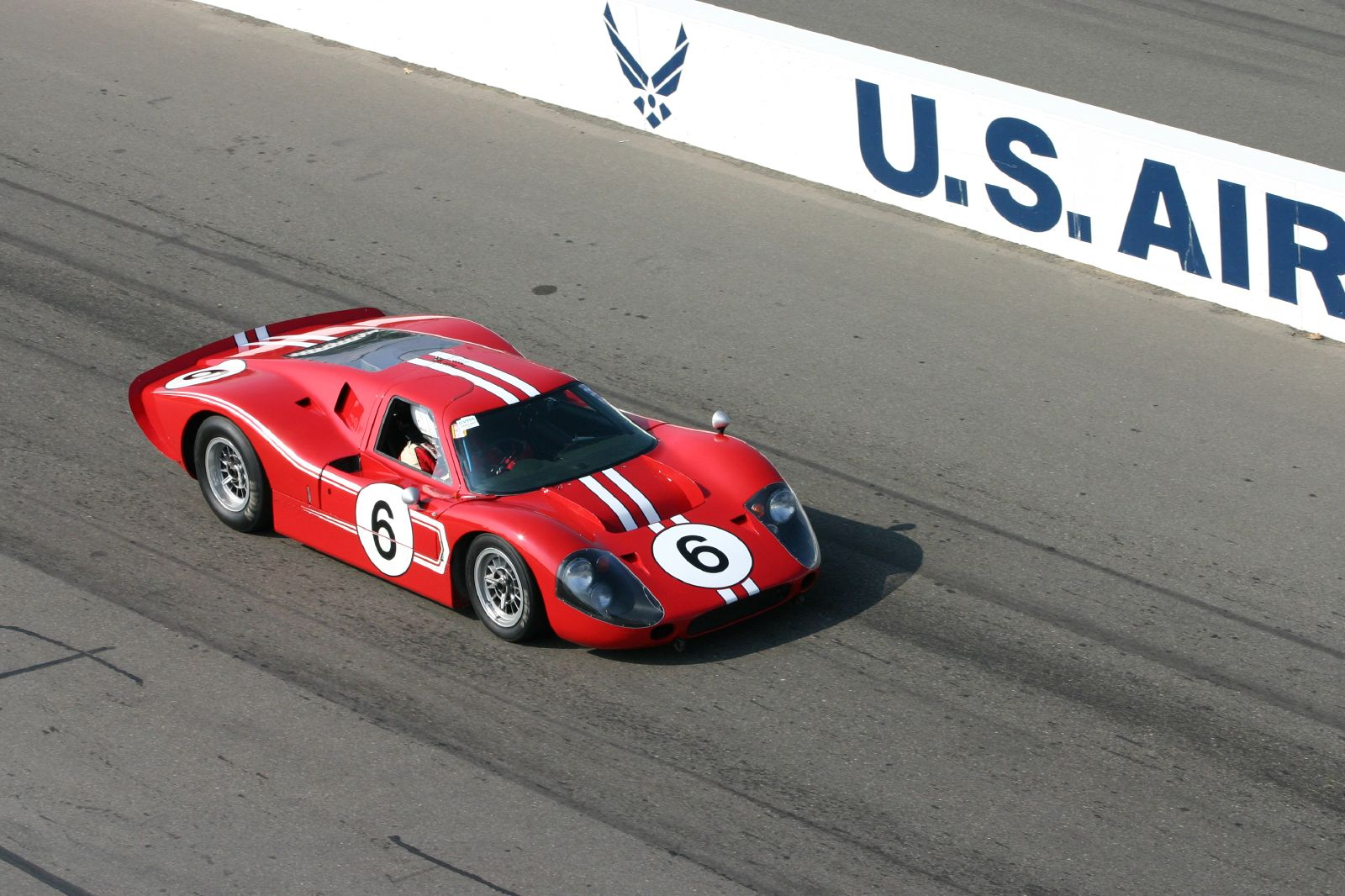
La Ford GT40 Mk IV nel 2004

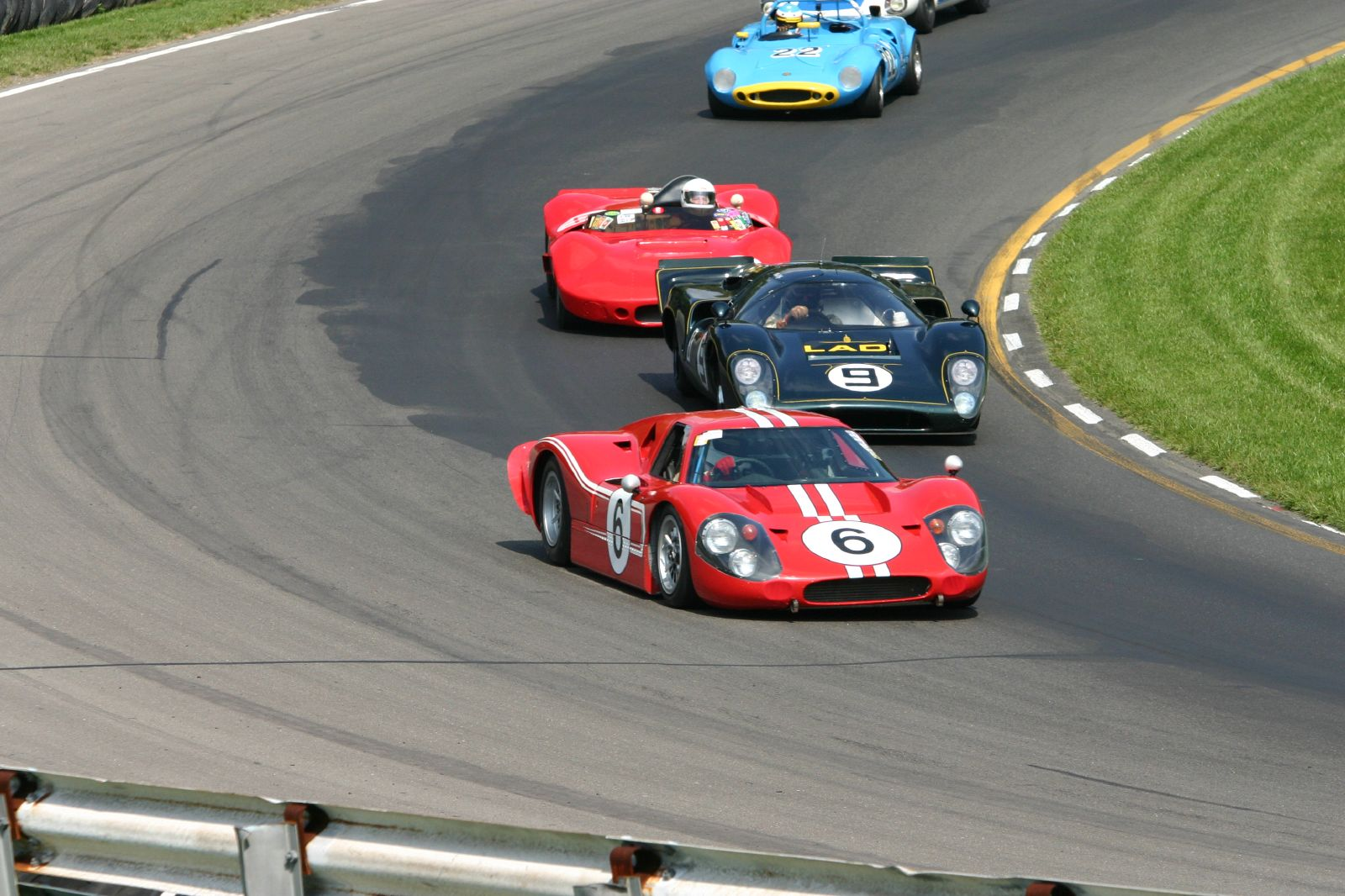
La Ford GT40 Mk IV ad un raduno

L'arrivo della 330 P4 annunciato della Ferrari mise in agitazione gli uomini della Ford e per essere sicuri che la J-car fosse pronta chiesero a Shelby di aiutarli nello sviluppo. Nel gennaio del 1967 la J-3 fu sottoposta a innumerevoli test e in cinque giorni furono provate 25 diverse configurazioni della carrozzeria per trovare il miglior compromesso tra la penetrazione aerodinamica e la stabilità alle alte velocità. Individuatolo, una quarta vettura fu realizzata con questa configurazione e fu spedita a Sebring per il suo debutto in gara. A questo punto la J-car fu ribattezzata Ford GT Mk IV, o più semplicemente Mk IV, in riferimento alla sua appartenenza alla stirpe delle GT40. Nelle mani di Bruce McLaren e Mario Andretti, la Mk IV dalla livrea giallo brillante ottenne la pole position con un margine di 2,6 secondi e fu condotta alla vittoria con un distacco di 12 giri sulla vettura arrivata seconda.

### La 24 Ore di Le Mans 1967
La settimana successiva McLaren era a Le Mans per provare la J-3 nelle prove ufficiali. Equipaggiata con ogni sorta di apparecchiatura di prova, non riuscì a segnare un buon tempo, ma sul rettilineo dell'Hunaudières fu rilevata una velocità di punta di 330 km/h. Per non lasciare nulla al caso furono realizzati 4 telai nuovi di zecca per Le Mans: due (J-5 e J-6) furono consegnati al team Shelby American per McLaren/Donohue e Gurney/Foyt e due (J-7 e J-8) furono iscritti dal team Holman & Moody per Andretti/Bianchi e Ruby/Hulme. Le 4 Mk IV erano supportate da altre 3 GT40 Mk II ufficiali preparate da Carroll Shelby e si ritrovarono a contrastare 7 modernissime Ferrari e gli altri americani della Chaparral, che iscrissero 2 vetture: le 2F spinte da motori Chevrolet e dotate di avanzati alettoni mobili vincolati direttamente alle ruote posteriori.
Le sessioni di qualifica furono dominata dagli americani con McLaren che strappa la pole position davanti alla Chaparral di Mike Spence e Phil Hill. La più veloce delle Ferrari era settima e più lenta di quattro secondi rispetto alla Mk IV, ma in gara la granitica affidabilità delle vetture di Maranello permise loro di risalire la classifica a mano a mano che le Ford e le Chaparral perdevano tempo ai box o si ritiravano ad una ad una. Hulme segnò parecchi giri più veloci, ma la sua Mk IV si fece da parte dopo che Ruby aveva danneggiato la coppa dell'olio in un'escursione fuori pista. Andretti ebbe un incidente nel bel mezzo della notte e la vettura di McLaren e Donohue perse un sacco di tempo per riparare il cofano posteriore esploso in piena velocità finendo poi quarta. Fortunatamente la vettura di Gurney e Foyt disputò una corsa priva di contrattempi e vinse con 5 giri di vantaggio sulla migliore delle Ferrari, ottenendo la prima vittoria di un'automobile completamente realizzata negli Stati Uniti.

### Il dopo-gara e gli anni a seguire
Il giorno successivo a questa seconda vittoria della Ford furono annunciati i regolamenti per la stagione 1968, che tagliarono le Mk IV fuori dalla lotta. La Ford allora riportò in fabbrica le vetture e le ricostruì a somiglianza dell'esemplare vincitore che, secondo la classifica ufficiale dell'ACO, era il J-6 e tutte e quattro vennero ridipinte di rosso e dotate della Gurney-bubble. Per qualche tempo tutte queste "vincitrici" vennero esposte in vari saloni dell'auto e alla fine dell'anno la J-6 fu consegnata a Foyt per celebrare la sua vittoria al debutto a Le Mans. In seguito vennero realizzati altri due telai che furono utilizzati con scarso successo nelle gare Can-Am ridenominandoli G7A, così il totale delle J-car sale a 10 esemplari.

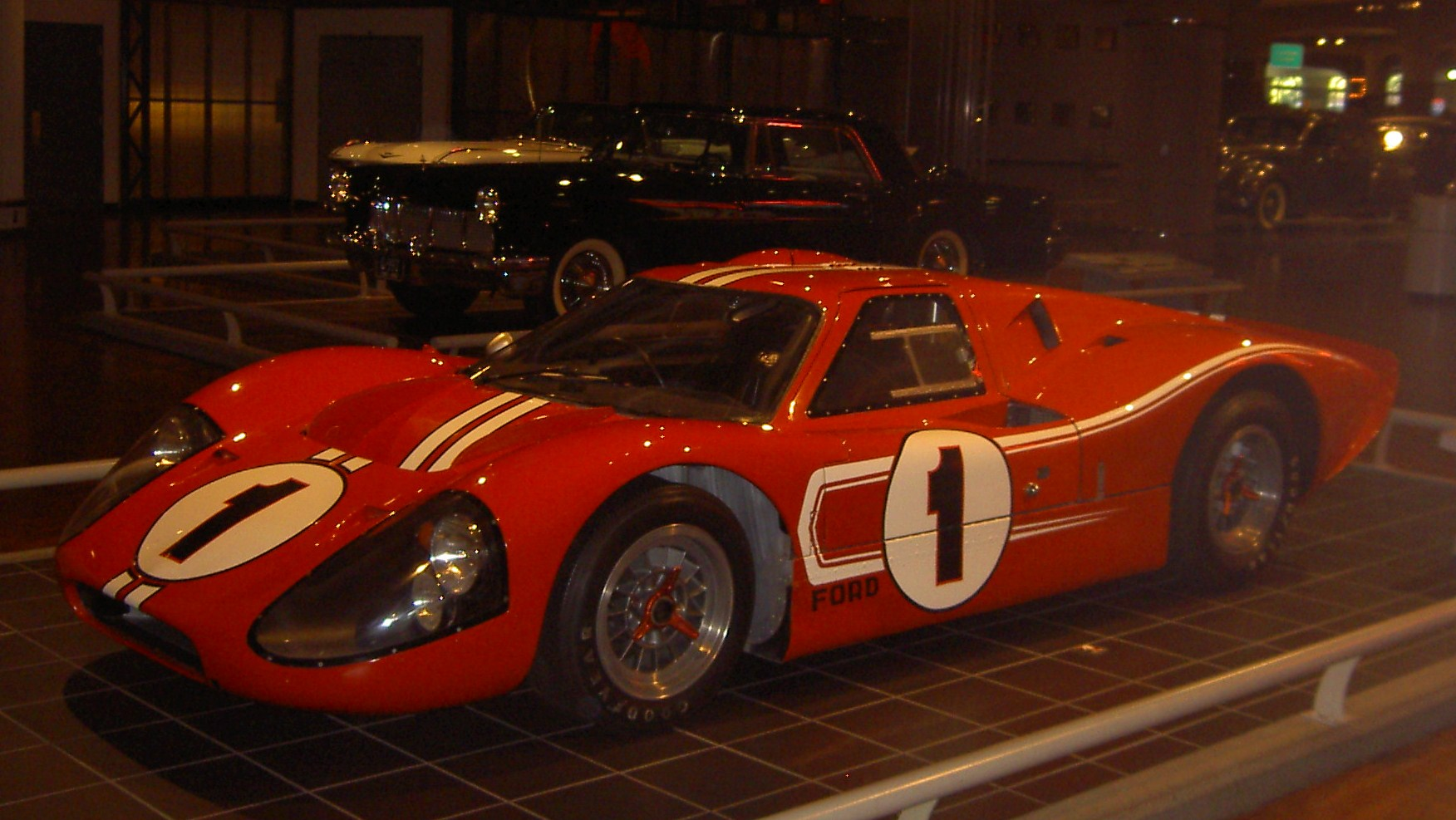
La Ford GT40 Mark IV al Museo Henry Ford

La Ford vendette anche la J-7 e la J-8, ma tenne la J-5, che all'epoca era priva della targhetta identificativa del telaio e di alti componenti originali, tra cui il motore. Nel 1991 il collezionista americano James Glickenhaus acquistò la J-6 e immediatamente cominciò ad avere dei dubbi su quale fosse la vettura che aveva realmente vinto a Le Mans. Visitò il Ford Museum per ispezionare la J-5 e scoprì che essa aveva il pianale ribassato sotto al sedile del pilota: questa modifica, insieme alla gobba sul tetto (la Gurney-bubble) era stata apportata per far accomodare in vettura l'altissimo Dan Gurney. C'era inoltre un'incrinatura sul muso della J-5 dove un tifoso con una bottiglia di champagne si era seduto al termine della gara. Inoltre Glickenhaus ha scoperto sulla sua auto i danni patiti quando il cofano posteriore esplose. Per quasi 30 anni l'ACO e il reparto marketing della Ford avevano ingannato tutti gli storici. A tutt'oggi Glickenhaus è il solo a poter dimostrare che la sua auto "vincitrice" a Le Mans in realtà non lo è.
Una volta scoperto che la sua auto non era la vettura rossa nº1 guidata da Gurney & Foyt, Glickenhaus la fece ridipingere nella corretta livrea gialla della vettura nº2 condotta da McLaren e Donohue al 4º posto. La "Gurney-bubble" fu mantenuta, in quanto parte dell'interessante storia di quell'esemplare. Meccanicamente l'auto è ancora completamente originale come in quell'unica gara e, al pari di tutte le auto della collezione Glickenhaus, è targata e in perfetto ordine di marcia. Lo stesso non si può dire della
J-5 al Ford Museum, che non è in buono stato e ha addirittura un cartello sul cruscotto che intima: "NON AVVIARE!".

## Conclusioni
A prima vista la Mk IV potrebbe essere facilmente ritenuta "solo" la quarta evoluzione dell'originale Ford GT40, ma uno sguardo più attento rivela che, contrariamente all'opinione generale sulle auto americane, essa è una vettura molto sofisticata. In particolar modo per quanto riguarda la tecnica costruttiva del telaio, dove la Ford fu pioniera e fu subito seguita dagli altri costruttori di auto da corsa. Sfortunatamente il cambio regolamentare deciso per il 1968 troncò la carriera sportiva della Mk IV, sebbene molti ritengono che la Casa madre, avendo ottenuto la tanto agognata vittoria, avrebbe comunque lasciato la vettura ai privati alla fine della stagione 1967. A tutt'oggi, la Ford Mk IV resta la sola automobile completamente americana ad aver vinto la classica grande gara di durata in terra di Francia.